# Riksarkivet (Sverige)
 For alternative betydninger, se Riksarkivet. (Se også artikler, som begynder med Riksarkivet)
Riksarkivet (RA) er Sveriges nationale arkiv og ledes af en rigsarkivar. Riksarkivet er en af Sveriges ældste myndigheder, med rødder i senmiddelalderen og 1500-tallet. Rigskansler Axel Oxenstierna omorganiserede rigets arkivforhold ved en kancelliordning 18. oktober 1618.  Han foreskrev hvordan «det gamla kansliet», dvs. kongens arkiv, skulle organiseres. Dermed blev Riksarkivet formelt etableret som et selvstændigt embedsorgan inden for det kongelige kancelli.
Arbejdsområdet var i begyndelsen begrænset til det kongelige kancelli, men fra 1800-tallets slutning overtog Riksarkivet også opgaverne med arkivopbygning hos andre centrale og lokale myndigheder. Et selvstændigt embedsværk blev det først i 1878. Hos Riksarkivet findes siden 1953 også Sveriges statsheraldiker.

## Rigsarkivarer
I 1878 fik rigsarkivaren status som generaldirektør.
Denne liste er ufuldstændig; hjælp gerne med at udfylde den.
- 1611 – 1626: Johannes Bureus
- 1649 – 1659: Georg Stiernhielm
- 1829 – 1837: Johan Gustaf Liljegren
- 1845 – 1846 og 1847: Bror Emil Hildebrand
- 1874 – 1882: Robert Mauritz Bowallius
- 1887 – 1901: Clas Theodor Odhner
- 1901 – 1916: Emil Hildebrand
- 1950 – 1965: Ingvar Andersson
- 2010 – nu: Björn Jordell

## Ekstern henvisning
- Riksarkivet Arkiveret 17. februar 2013 hos  Wayback Machine

59°19′36″N 18°01′22″Ø / 59.3267°N 18.0228°Ø